# Ахалцихский уезд

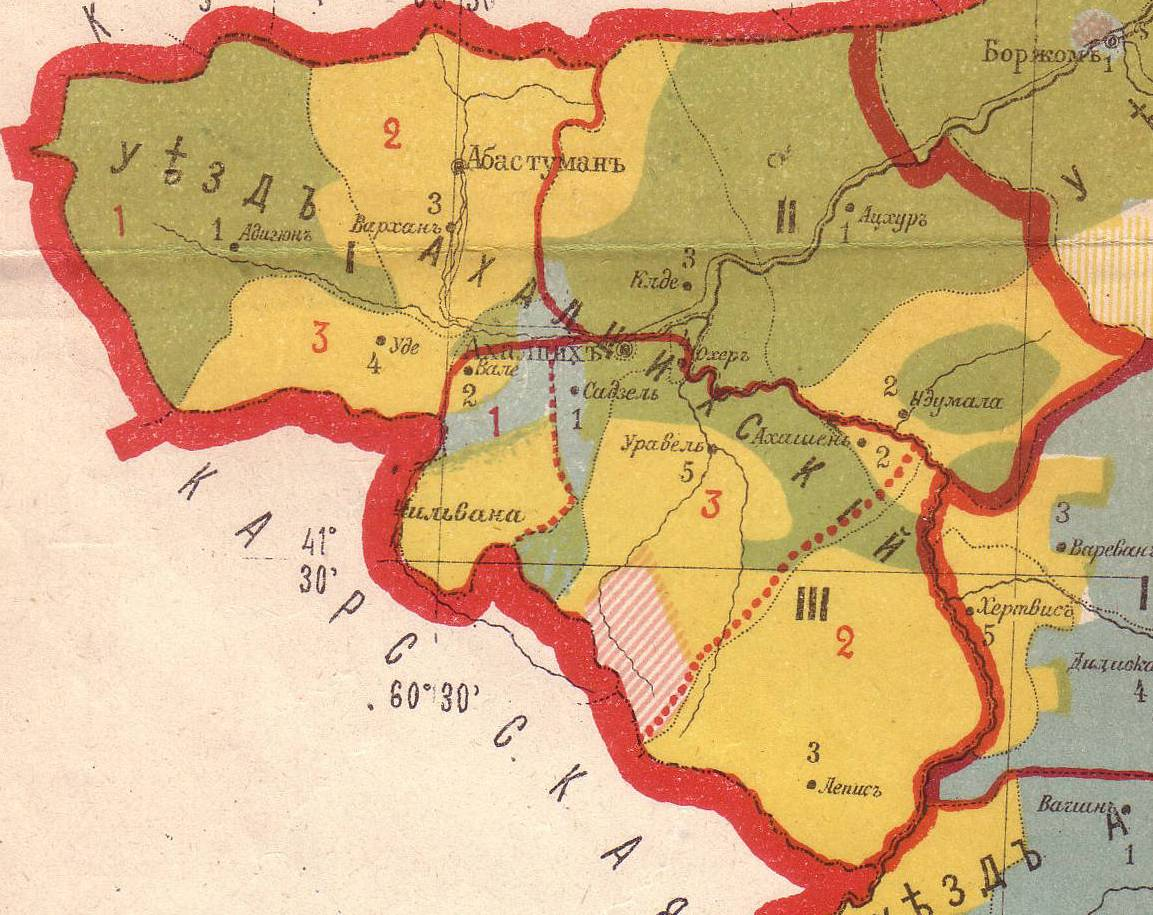
Ахалцихский уезд в 1902 году

Ахалцихский уезд — административная единица в Грузино-Имеретинской (1840-1846), Кутаисской (1846-1867), Тифлисской (1867-1918) губерний Российской империи, ССР Грузии (1921-1930). Административный центр — город Ахалцих.

## История
На основании «Учреждения для управления Закавказским краем», утверждённого Николаем I 10 апреля 1840 года, Ахалцихский уезд был включён в состав вновь созданной Грузино-Имеретинской губернии. Положением о разделении Закавказского края от 14 декабря 1846 года уезд был реорганизован (от него был отделен Ахалкалакский участок и передан Александропольскому уезду, и теперь Ахалцихский уезд состоял из Абас-Туманского и Хертвисского участков, включая, собственно Ахалцих) и передан в состав Кутаисской губернии. В 1849 году Ахалкалакский участок был возвращен в состав Ахалцихского уезда. В 1867 году Ахалцихский уезд передан в Тифлисскую губернию. В 1874 году на восточной части уезда образовался Ахалкалакский уезд.

## Население
Согласно ЭСБЕ население уезда в 1891 году составляло 54 459 чел. На территории уезда располагались 40 православных и 8 армянских церквей, а также 47 мечетей.
По данным первой всеобщей переписи населения Российской империи 1897 года в уезде проживало 68 837 чел. (грамотных — 9 155 чел. или 13,3 %). В уездном городе Ахалцих — 15 357 чел.

#### Национальный состав
Национальный состав в 1897 году выглядел следующим образом:
- турки (турки-месхетинцы) —  24 137 чел. (35,06 %),
- армяне — 15 144 чел. (22 %),
- татары (азербайджанцы)[Комм. 1] —  12 370 (17,97 %),
- грузины — 12 211 чел. (17,74 %),
- славяне (в основном великорусы (русские), а также малорусы (украинцы) и белорусы) — 2 238 (3,25 %),
- представители других народностей (осетины, кюринцы (лезгины)[Комм. 2], аварцы, персы, немцы, поляки, литовцы, латыши, немцы, греки, евреи и др.) — 2 927 (4,25 %).

## Административное деление
В 1913 году в состав уезда входило 9 сельских правлений и 3 участка:
| - Адигенское — с. Адиген, - Ацхурское — с. Ацхур, - Валинское — с. Вале, - Варханское — с. Вархан, - Идумалинское — с. Идумала, - Кидинское — г. Ахалцих, | - Леписское — с. Лепис, - Удинское — с. Уде, - Уравельское — с. Уравель, - Коблианский участок — с. Уде, - Ацхурский участок — с. Ацхур, - Уравельский участок — с. Толош. |